# 宇田幸矢
宇田幸矢（日语：／ Uda Yukiya，2001年8月6日—），日本男子乒乓球运动员。他曾获得2021年亚洲乒乓球锦标赛男子双打冠军和2021年世界乒乓球锦标赛男子双打季军。